# The Kwicky Koala Show
The Kwicky Koala Show é um desenho animado de 30 minutos nas manhãs de sábado, produzido pela Hanna-Barbera Productions e Hanna Barbera Pty, Ltd., que foi ao ar na CBS de 12 de setembro de 1981 a 11 de setembro de 1982. Esta série se destaca por estar entre os trabalhos finais do diretor de desenho animado Tex Avery; ele morreu durante a produção em 1980.
O Kwicky Koala Show continha quatro segmentos curtos:Kwicky Koala, The Bungle Brothers, Crazy Claws and Dirty Dawg.

## Segmentos

### Kwicky Koala
Kwicky Koala (voz fornecida pelo escritor Bob Ogle) é semelhante ao Droopy de Avery, exceto que Kwicky pode escapar de seu perseguidor Wilford Wolf (voz fornecida por John Stephenson), que se parece muito com o personagem anterior de Hanna-Barbera, Mildew Wolf (a ponto de Stephenson imitar Mildew, que tinha a voz do Paul Lynde). A diferença é que Kwicky se move em supervelocidade, o que mais parece desaparecer no ar com um efeito sonoro de "bipe" que o acompanha, muito parecido com Ligeirinho (o atalho de animação usado para facilitar isso muitas vezes ia ao extremo, fazendo Kwicky desaparecer de um mancha e reaparece instantaneamente no próximo, sem manchas intermediárias).

### The Bungle Brothers
Um par de beagles chamados George (voz fornecida por Michael Bell) e Joey (voz fornecida por Allan Melvin) buscam o estrelato no vaudeville.

### Crazy Claws
Um gato selvagem chamado Crazy Claws (voz fornecida  por Jim MacGeorge imitando Groucho Marx) usa sua inteligência afiada e garras igualmente afiadas para escapar do caçador de peles Rawhide Clyde (voz fornecida por Don Messick) e seu cachorro Bristletooth (voz fornecida por Peter Cullen) em um Parque Nacional dos Estados Unidos. dirigido por Ranger Rangerfield (voz fornecida por Michael Bell).

### Dirty Dawg
Um labrador retriever vagabundo chamado Dirty Dawg (voz fornecida por Frank Welker imitando Howard Cosell) busca melhorar a vida de si mesmo e de seu amigo Ratso, o Rato (voz fornecida por Marshall Efron) enquanto fica à frente de um policial chamado Oficial Bullhorn (voz fornecida por Matthew Faison) .

## Elenco
- Michael Bell - George, Ranger Rangerfield
- Peter Cullen - Bristletooth
- Marshall Efron - Ratso
- Matthew Faison - Officer Bullhorn
- Jim MacGeorge - Crazy Claws
- Allan Melvin - Joey
- Don Messick - Rawhide Clyde
- Bob Ogle - Kwicky Koala
- John Stephenson - Wilford Wolf
- Frank Welker - Dirty Dawg